# Heteronyx normalis
Heteronyx normalis är en skalbaggsart som beskrevs av Blackburn 1889. Heteronyx normalis ingår i släktet Heteronyx och familjen Melolonthidae. Inga underarter finns listade i Catalogue of Life.